# Samil
Samil é uma aldeia portuguesa sede da Freguesia de Samil do Município de Bragança, freguesia com 10,25 km² de área e 1395 habitantes (censo de 2021), tendo, por isso, uma densidade populacional de 136,1 hab./km².

## Demografia
A população registada nos censos foi:
| Distribuição da População por Grupos Etários | Distribuição da População por Grupos Etários | Distribuição da População por Grupos Etários | Distribuição da População por Grupos Etários | Distribuição da População por Grupos Etários |
| -------------------------------------------- | -------------------------------------------- | -------------------------------------------- | -------------------------------------------- | -------------------------------------------- |
| Ano                                          | 0-14 Anos                                    | 15-24 Anos                                   | 25-64 Anos                                   | > 65 Anos                                    |
| 2001                                         | 166                                          | 165                                          | 558                                          | 188                                          |
| 2011                                         | 189                                          | 130                                          | 713                                          | 214                                          |
| 2021                                         | 199                                          | 135                                          | 706                                          | 355                                          |

## Eleições
| Partido   | 2009 [Nº Votos (%) - Nº de Mandatos] | 2013 [Nº Votos (%) - Nº de Mandatos] | 2017 [Nº Votos (%) - Nº de Mandatos] |
| --------- | ------------------------------------ | ------------------------------------ | ------------------------------------ |
| PPD/PSD   | 281 (51.28%) - 4                     | 211 (36.89%) - 3                     | 274 (42.68%) - 4                     |
| PS        | 237 (43.25%) - 3                     | 242 (42.31%) - 3                     | 147 (22.90%) - 2                     |
| B.E.      | 011 (02.01%) - 0                     | -                                    | -                                    |
| PCP - PEV | -                                    | 016 (02.80%) - 0                     | -                                    |
| XIII      | -                                    | 071 (12.41%) - 1                     | -                                    |
| MCSP      | -                                    | -                                    | 198 (30.84%) - 3                     |